# Ame-no-oshihomimi
Ame-no-oshihomimi (アメノオシホミミ? in kyūjitai:天王󠄁穗耳尊󠄁 /天王󠄁穗耳尊󠄁), o in breve Oshihomimi, è un kami maschile nella mitologia giapponese. È il primo figlio di Amaterasu e il secondo delle Cinque generazioni di dei della terra.
È considerato il bisnonno dell'imperatore Jinmu e l'antenato della famiglia imperiale giapponese.

## Mitologia

### Nascita
La sua nascita fu il risultato di una prova decisa da Susanoo e da sua sorella Amaterasu. Susanoo l'aveva cercata prima di essere bandito per sempre negli inferi (perché non voleva governare il regno della Terra a lui affidato, ma voleva raggiungere sua madre Izanami negli inferi Yomi), per dire addio alla sorella.
Amaterasu nutriva sospetti nei suoi confronti, per verificare che Susanoo fosse giunto con un cuore puro e senza intenzioni sinistre, fecero un giuramento. Susanoo propose che avrebbero avuto un ukehi ciascuno e avrebbero generato figli. Se questi fossero stati di sesso femminile, il cuore di Susanoo sarebbe stato impuro, ma se avessero generato prole maschile, le sue buone intenzioni sarebbero state assicurate.
In un rituale (la cui sequenza varia considerevolmente nei vari miti) presso il "Fiume Tranquillo del Paradiso" (Ame-no-yasu-kawa?), si scambiarono diversi oggetti di loro proprietà e li ruppero (o masticarono), dopodiché li riportarono in vita con il loro respiro. Susanoo prese le perle (magatama) di Amaterasu, le schiacciò nella sua bocca e diede alla luce cinque kami maschi. Amaterasu invece ricevette la spada Totsuka no Tsurugi da Susanoo e dopo averla spezzata diede alla luce le Tre Dee Munakata.
Il primo a nascere fu Ame-no-oshihomimi, il secondo fu Ame no Hohi, il terzo fu Amatsuhikone, il quarto fu Ikutsuhikone e il quinto fu Kumanokusubi.
In alcune versioni, Amaterasu diede ad Ame-no-oshihomimi uno specchio di bronzo che fu chiamato Yata no Kagami.

### Offerta di governo
Amaterasu scelse Ame-no-oshihomimi per governare (shirasu) Ashihara no Nakatsukuni (葦原の中つ国?, "Il paese di mezzo dei canneti", ovvero il Giappone) e lo inviò giù dai cieli di Takamagahara (mitologia). Tuttavia, Ame-no-oshihomimi tornò indietro a metà strada da Ame-no-ukihashi (天浮橋?, "Ponte sospeso celeste") poiché la terra era piena di Kunitsukami ribelli e selvaggi e doveva prima essere pacificata.
Mentre tutto ciò veniva pianificato sotto il consiglio del Kami Celeste, Ame-no-oshihomimi sposò Yorozuhatahime ed ebbe un figlio da lei: Ninigi.
Dopo la sottomissione del paese (da parte di Takemikazuchi), Amaterasu e Takamimusubi si rivolsero ad Ame-no-oshihomimi e gli offrirono nuovamente il regno. Ame-no-oshihomimi, tuttavia, insistette affinché suo figlio governasse al suo posto. Di conseguenza, Amaterasu e Takamimusubi affidarono a Ninigi l'autorità di governare il Giappone.

## Nome ed etimologia
Il nome Ame-no-oshihomimi significa “Spighe di riso dominanti del cielo”. Ha anche altri nomi, come Masakatsu-akatsukachi-hayahi-ame-no-oshihomimi, che significa “Ho vinto veramente con forza impetuosa, governando le grandi spighe di riso del cielo”.
Come la maggior parte dei kami, Ame-no-oshihomimi ha molti nomi diversi. I più comuni sono:
- Ame-no-oshi-ho-mimi no mikoto (天忍穂耳尊?)
- Ame-no-oshi-ho-ne no mikoto (天忍穂根尊?)
- Ame-no-oshi-hone no mikoto (天忍骨命?)
- Masa-ka-a-katsu-kachi-haya-hi-ame-no-oshi-ho-mimi no mikoto (正哉吾勝勝速日天忍穂耳尊?)
- Masa-ka-a-katsu-kachi-haya-hi-ame-no-oshi-hone no mikoto (正哉吾勝勝速日天忍骨尊?)
- Masa-ka-a-katsu-kachi-haya-hi-ame-no-oshi-ho-ne no mikoto (正哉吾勝勝速日天忍穂根尊?)
- Katsu-haya-hi no mikoto (勝速日命?)
- Katsu-no-haya-hi-ame-no-oshi-ho-mimi no mikoto (勝速日天忍穂耳尊?)